# Verstening (ruimtelijke ordening)
Verstening is het bebouwd raken van natuur en landschap. Ondanks dat verstening enkele voordelen heeft, zoals het verbeteren van de infrastructuur en de toeneming van woningen en bedrijfspanden, heeft het een behoorlijke milieu-impact. 
Er is grote impact op het waterbeheer. 
Door de verstening neemt de opnamecapaciteit voor warmte toe. Dit heeft als gevolg dat versteende (en dus stedelijke) gebieden gaan optreden als hitte-eilanden.

Ook verdwijnt er natuur, waardoor de CO2-opname van bomen verminderd en de klimaatverandering bevorderd wordt..

## Waterbeheer
Door verstening wordt de vertragingstijd korter, waardoor rivieren moeite krijgen met het opvangen van grote hoeveelheden water en het overstromingsrisico toeneemt. De Commissie Waterbeheer 21ste Eeuw heeft daarom geadviseerd om de drietrapsstrategie vasthouden - bergen - afvoeren in te voeren. Dit is van belang op zowel kleine schaal als grote schaal.

### Kleinschalig
Op kleine schaal (bijv. gemeentelijke systemen) betekent dat (regen)water zoveel mogelijk geïnfiltreerd moet worden. Dit is alleen mogelijk als de regen op een poreuze ondergrond valt,  en niet op een versteend oppervlak, zoals daken, wegen, parkeerterreinen. Door de toenemende verstening wordt er steeds minder geïnfiltreerd. Het water wat op een verhard oppervlak valt wordt meestal afgevoerd naar het riool en dus worden de stappen vasthouden en bergen overgeslagen. Door een toename van het verhard oppervlak (de verstening) komt er een grotere belasting op het rioolsysteem, met alle problemen van dien: tekort aan capaciteit rioolgemalen, vervuiling oppervlaktewater bij overstort, etc. Om deze problemen te voorkomen, gaan steeds meer gemeenten over tot afkoppelen
van leidingen voor de afvoer van hemelwater. Dit afgekoppelde water gaat dan niet naar rioolgemalen (en waterzuiveringen), maar kan rechtstreeks naar een (tijdelijke) waterberging.
Om de belasting op die tijdelijke waterbergingen nog verder te verminderen, kan actief de infiltratie worden bevorderd. Dit kan bijvoorbeeld door het aanleggen van een wadi.

### Grootschalig
Het effect op grote schaal is een cumulatief effect van alle kleinschalige effecten. Zo is bijvoorbeeld door de toenemende verstening in Duitsland de afvoergolf van de Rijn in de laatste decennia verkort en versteild.
.
Het komt erop neer dat, door de verstening in Duitsland, het regenwater wat daar valt sneller in de Rijn komt en dus voor een hogere (maar kortere) afvoergolf zorgt. Dit staat dus los van een vergroting van de afvoer door klimaateffecten.